# Hiroshi Abe (Astronom)
Hiroshi Abe (jap. 安部 裕史, Abe Hiroshi; * 1958 in Yatsuka, Präfektur Shimane) ist ein japanischer Amateurastronom, der mit dem Yatsuka-Observatorium zusammenarbeitet.
Abe, Absolvent eines naturwissenschaftlichen Studiums an der Universität Kōbe, ist der Entdecker von derzeit  28 Asteroiden (Stand Jan. 2010), davon acht zusammen mit Seidai Miyasaka und Robert H. McNaught. Daneben entdeckte er am 8. August 2007 die Nova (V458) Vulpeculae.
Der Asteroid (5379) Abehiroshi wurde nach ihm benannt.